# Xinjiang Tianshan Leopard Football Club
El Xinjiang Tianshan Leopard Football Club (en chino, 新疆天山雪豹; pinyin, Xīnjiāng Tiānshān Xuěbào), fue un club profesional de fútbol de la ciudad de Urumchi en Xinjiang, China. 

## Historia
Su primer nombre fue Hubei Huakaier FC. El club se estableció en diciembre de 2011 por la China y Kyle Special Steel Co., Ltd y nombraron a Li Jianzhong como su Presidente, así como Li Jun como su primer director técnico. Se registraron a jugar dentro de China League Two, tercer nivel del sistema de la liga de fútbol chino en la temporada 2012. Terminaron en el cuarto puesto del Grupo Sur y avanzaron a los Play-Offs. Después de vencer a Hebei Zhongji y Shenzhen Fengpeng, dos clubes más populares de la promoción en la temporada 2012, el club logró el ascenso a la China League One como Hubei Huakaier FC.
En febrero de 2014 se trasladó a la capital de Xinjiang, Urumchi y cambió su nombre por el de Xinjiang Tianshan Leopard.

## Jugadores

### Plantilla actual

#### Altas y bajas 2019-20 (verano)
| Altas   | Altas    | Altas       | Altas | Altas |
| Jugador | Posición | Procedencia | Tipo  | Costo |
| ------- | -------- | ----------- | ----- | ----- |

| Bajas   | Bajas    | Bajas   | Bajas | Bajas |
| Jugador | Posición | Destino | Tipo  | Costo |
| ------- | -------- | ------- | ----- | ----- |